# NGC 2493
NGC 2493 é uma galáxia lenticular (SB0) localizada na direcção da constelação de Lynx. Possui uma declinação de +39° 49' 51" e uma ascensão recta de 8 horas, 00 minutos e 23,8 segundos.
A galáxia NGC 2493 foi descoberta em 31 de Dezembro de 1788 por William Herschel.